# Colocasia esculenta
Pour les articles homonymes, voir Chou caraïbe et Taro.
Taro
Espèce
Statut de conservation UICN

 LC  : Préoccupation mineure
Le taro ou oreille d'éléphant (Colocasia esculenta) est une espèce de plantes à fleurs monocotylédones de la famille des Araceae, sous-famille des Aroideae, originaire du sous-continent indien et d'Asie du Sud-Est, à répartition pantropicale. La plante est cultivée dans toutes les régions tropicales pour sa racine épaissie (un corme souvent appelé tubercule) à la chair de couleur blanche à rose, de texture sèche et au goût proche de celui de la patate douce. Les feuilles se préparent comme des épinards. 
Cette plante est généralement connue sous le nom vernaculaire de taro, terme générique qui au sens strict désigne Colocasia esculenta, mais est parfois utilisé pour désigner diverses espèces d’Araceae à tubercules alimentaires, notamment dans les genres Colocasia, Alocasia et Xanthosoma. Le terme désigne aussi le corme (ou tubercule) lui-même.

## Noms vernaculaires
Noms communs : taro, colocase ou chou de Chine. « Taro » est un mot emprunté au tahitien. À La Réunion et à l'île Maurice, cette plante est connue sous le nom de « songe » ou « arouille violette ». En Guyane, Martinique et Guadeloupe on l'appelle « madère » ou encore « chou chine » ou « dachine ». Encore appelé « kudubadé » ou « diabéré » en wolof au Sénégal. 
À Madagascar, encore appelé « saonjo ».
On trouve parfois le nom d'Eddo ou Eddoe pour désigner une espèce proche, Colocasia antiquorum aux cormes plus petits et au goût moins sucré,.
Sinogramme en chinois : 芋.
Il est également appelé « chou caraïbe »[Où ?].

## Description

### Appareil végétatif

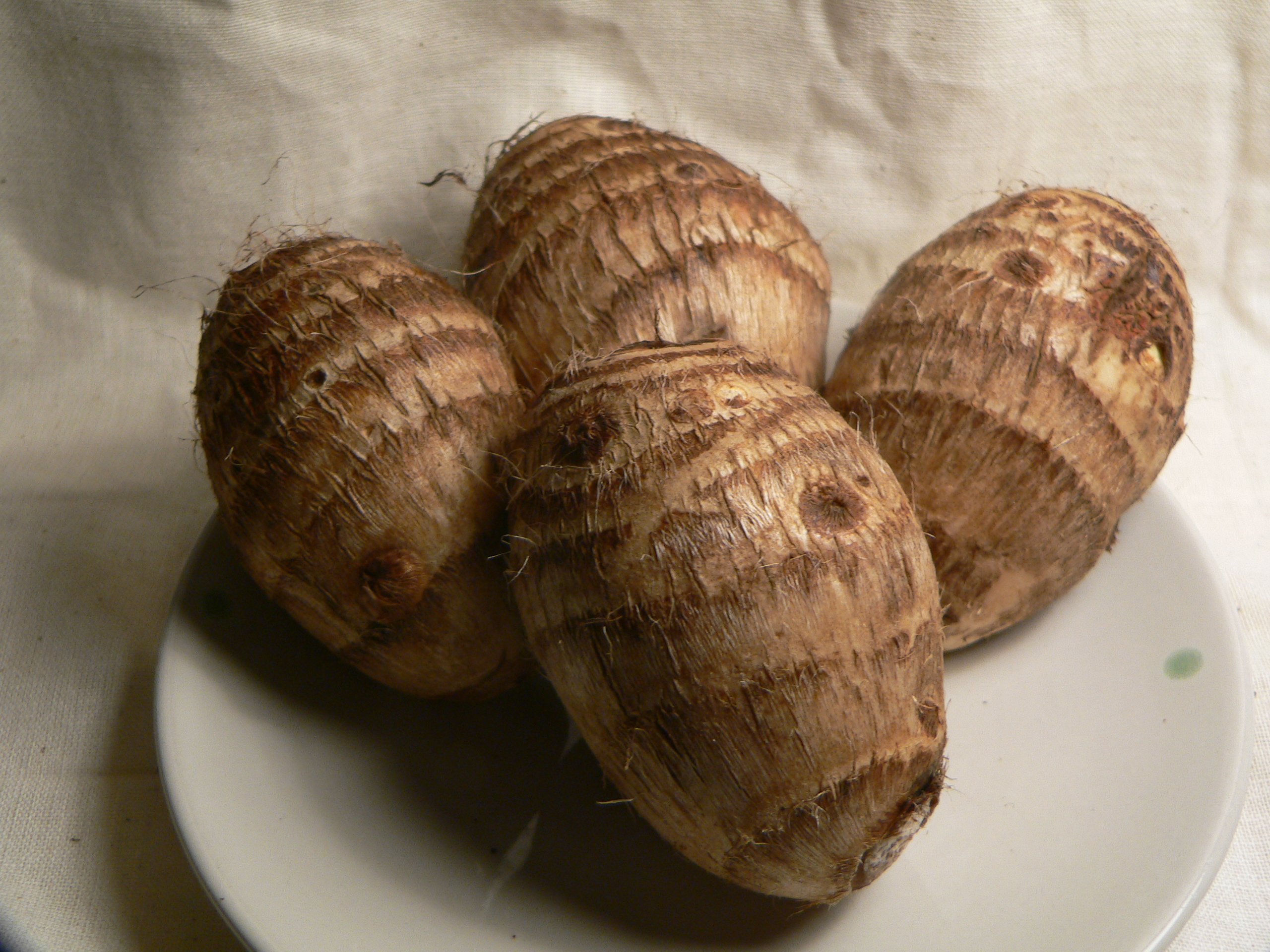
Cormes.

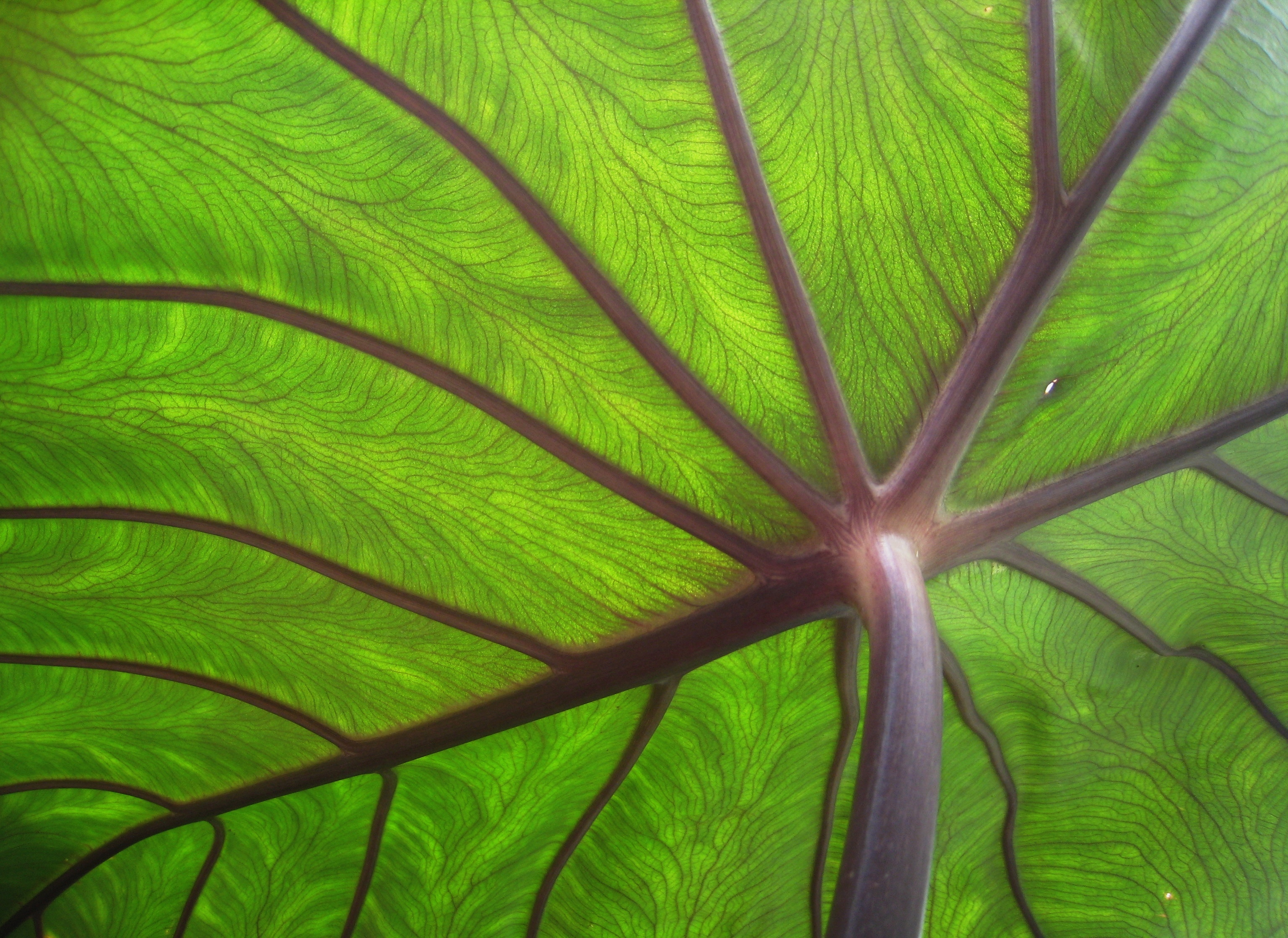
Nervures à la face inférieure d'une feuille.

Colocasia esculenta, le taro vrai, est une plante herbacée vivace à port dressé qui peut atteindre 2 m de haut, au système racinaire adventif, fibreux et superficiel. Elle est vivace grâce à son rhizome tubéreux de grosseur variable, formant un corme, de forme cylindrique ou sphérique, d'aspect écailleux, à peau épaisse, résultant de l'épaississement souterrain de ce rhizome. Ce corme, qui peut atteindre 4 kg, est doté de bourgeons latéraux donnant naissance à des cormes secondaires, des drageons ou des stolons. 
La plante est cependant souvent cultivée comme plante annuelle.

Les feuilles, simples, grandes et belles, vertes plus ou moins foncées, parfois violacées, sont disposées en spirale mais formant une rosette. Ce sont des feuilles peltées, au limbe entier, épais, glabre, à trois nervures principales, cordiforme à la base, parfois un peu sagittées. Le limbe peut atteindre 85 cm de long sur 60 cm de large et présente un bon effet déperlant - effet lotus.
Le pétiole vert ou violet, long de 0,5 à 2 m, est plus large et engainant à la base par laquelle il s'accroche à l'apex du corme. Sa texture interne spongieuse facilite vraisemblablement les échanges gazeux lorsque la plante croît en terrain marécageux ou inondé. Le pétiole s'attache au limbe vers le milieu de ce dernier (feuille peltée). C'est généralement le cas, à l'exception des variétés hawaïennes du groupe 'Piko' qui ont des feuilles hastées, c'est-à-dire que le pétiole est attaché au bord du limbe. Les feuilles peltées sont un trait distinctif qui permet de distinguer le taro du tannia ou macabo (espèces du genre Xanthosoma).

### Appareil reproducteur

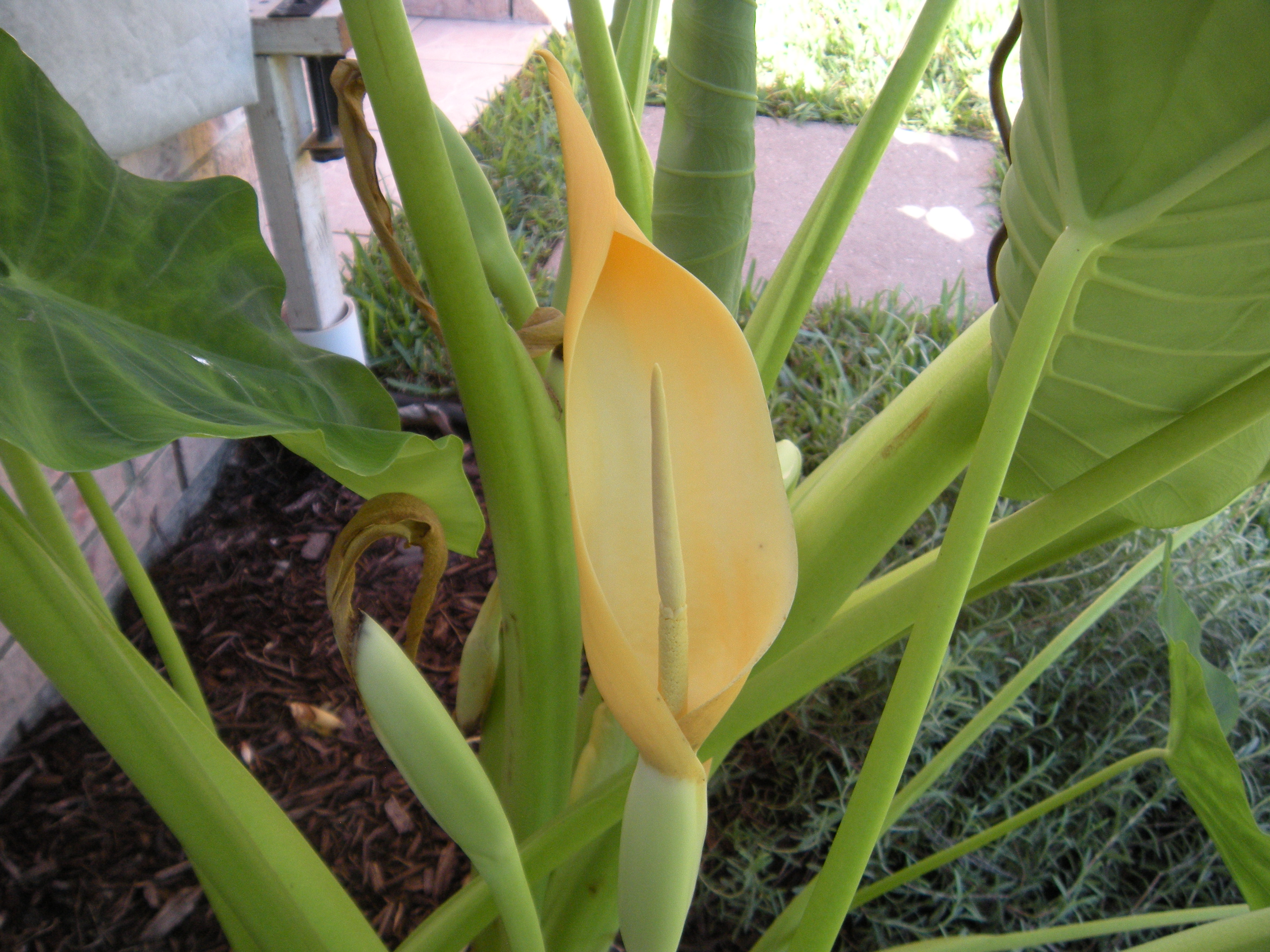
Spadice.

La floraison et la fructification sont rares, voire inexistantes, chez certains cultivars, notamment dans les îles du Pacifique.
L'inflorescence est un spadice cylindrique, de 6 à 14 cm de long, terminé par un appendice stérile, acuminé et rose. Le spadice est porté par un pédoncule robuste, de 15 à 30 cm de long, bien plus court que le pétiole des feuilles. Une spathe longue et étroite, de 20 à 40 cm de long, se recourbant légèrement au sommet, est enroulée en cornet autour du spadice. L'ensemble est une structure caractéristique des Araceae, bien connue chez les Arums ornementaux.
La spathe est formée d'une partie inférieure verte, de 3 à 5 cm de long, qui enveloppe les fleurs pistillées du spadice, et d'une partie supérieure jaune, plus longue, de 15 à 35 cm, oblongue lancéolée et enroulée à son extrémité distale.
Les fleurs, petites, dépourvues de périanthe, sont unisexuées. Les fleurs pistillées (femelles), jaunes ou  vertes, sont situées à la base du spadice, occupant une longueur de 2 à 5 cm du spadice. Elles présentent un ovaire supère, uniloculaire, de 1 à 1,5 mm de diamètre, avec un seul stigmate presque sessile. L'ovaire contient 36 à 67 ovules disposés sur deux à quatre placentas pariétaux. Des fleurs stériles sont dispersées parmi les fleurs femelles normales et disparaissent au fur et à mesure que les fruits grossissent après la pollinisation.
Au-dessus des fleurs femelles se trouve une étroite bande de fleurs stériles de 2 à 5 cm de long, suivie par les fleurs staminées (mâles). Les fleurs mâles, situées à la partie supérieure, présentent de 2 à 6 étamines dont les anthères linéaires soudée pour former un synandrium. Chaque anthère présente 2 thèques déhiscentes par un pore terminal.

Les fruits sont des petites baies formant une infrutescence qui groupe de nombreuses baies étroitement serrées. Chaque baie, de forme ellipsoïde, de couleur orangée à maturité, mesure de 3 à 5 mm de diamètre et contient en moyenne de 2 à 5 graines.
Celles-ci, de forme ovoïde à ellipsoïde, striées longitudinalement, mesurent 1,0 à 1,5 mm de long sur 0,7 à 1,0 mm de diamètre. Elles sont dures, de couleur jaune paille ou jaune clair, présentent un hile bien visible à une extrémité et un délicat funicule translucide, et sont pourvues d'un albumen abondant,.

### Cytologie
Le nombre chromosomique de base est x=14, et on rencontre des individus diploïdes (2n=2x=28) et triploïdes (2n=3x=42). On a signalé aussi en Inde des individus à 36 et 48 chromosomes. Pour certains auteurs, l'instabilité génétique de l'espèce serait due à la culture pendant une longue période de temps dans la région du centre de diversité.

## Distribution et habitat
La plante semble originaire de la côte indo-birmane, mais s'est répandue dès la préhistoire dans toute l'Océanie puis par la suite dans l'Amérique tropicale, et plus tardivement en Afrique. C'est l'un des plus anciens légumes cultivés.
Colocasia esculenta se rencontre principalement dans les zones humides et les forêts humides dans des habitats ripariens, sur les berges et le long des cours d'eau, des marais et des canaux.

## Écologie

### Plante envahissante

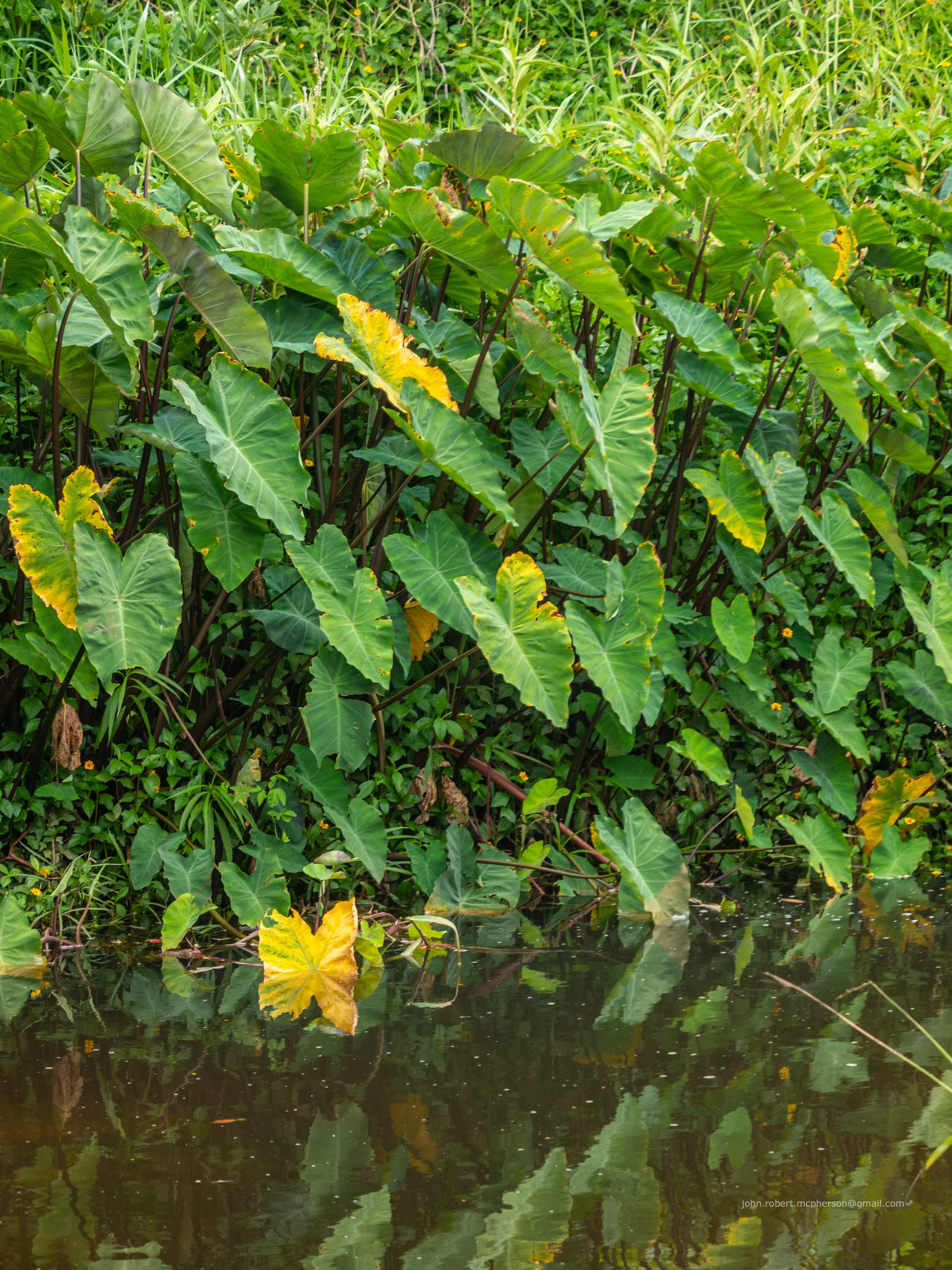
Population de taros récemment naturalisée sur les berges d'un ruisseau à Downfall Creek (Australie).

Colocasia esculenta est une plante herbacée aquatique susceptible de devenir une adventice agressive ou envahissante par sa croissance rapide, sa capacité à se reproduire à la fois par les graines et surtout végétativement par les bulbes, les rhizomes et les drageons. Les fragments de rhizome sont facilement transportés par les cours d'eau et les inondations peuvent déloger les rhizomes chargés de bourgeons des berges.
En outre cette plante peut s'adapter dans des milieux variés, qu'il s'agisse du substrat ou de l'exposition, ensoleillée ou plus ombragée. La grande variabilité de l'espèce fait que le caractère envahissant varie aussi selon les cultivars. Par exemple, en Australie, les cultivars ornementaux à tiges violettes, 'Euchlora' et 'Fontanesii', sont les plus envahissants.

L'espèce est considérée comme une plante envahissante dans certaines régions tropicales, subtropicales ou tempérées chaudes. C'est le cas notamment pour le territoire français à Mayotte et à La Réunion. La plante, qui est cultivée dans la plupart des îles du Pacifique,  est également répertoriée comme envahissante à Hawaï, en Polynésie française, aux îles Juan Fernández, aux îles Galápagos, aux îles Kermadec et aux îles Marshall, ainsi que dans certaines îles des Antilles (Cuba, Jamaïque, Porto Rico) et dans certaines régions des Amériques (Costa Rica, Floride), d'Australie (Nouvelle-Galles du Sud, Queensland, île Lord Howe) et d'Asie (Chine, Taïwan, Singapour),.
Une population de taros au comportement envahissant a été découverte dans les années 2010 en Andalousie. C'est le premier cas signalé en Europe.

## Taxinomie
Cette espèce a été décrite pour la première fois par Linné sous le nom de Arum esculentum et publiée en 1753 dans son Species plantarum. Elle a été reclassée sous son nom actuel dans le genre Colocasia par le botaniste autrichien Heinrich Wilhelm Schott et publié en 1832 dans Meletemata Botanica.
Linné avait décrit également sous le nom de Arum colocasia un autre type de taro, qui fut renommé par Schott en 1832 sous le nom de Colocasia antiquorum.

### Synonymes
Selon Plants of the World online (POWO) (9 décembre 2021) :
- Alocasia dussii Dammer
- Alocasia illustris W.Bull
- Aron colocasium (L.) St.-Lag.
- Arum colocasia L.
- Arum colocasioides Desf.
- Arum esculentum L. (basionyme)
- Arum lividum Salisb.
- Arum nymphaeifolium (Vent.) Roxb.
- Arum peltatum Lam.
- Caladium acre R.Br.
- Caladium colocasioides (Desf.) Brongn.
- Caladium esculentum (L.) Vent.
- Caladium glycyrrhizum Fraser
- Caladium nymphaeifolium Vent.
- Caladium violaceum Engl.
- Caladium violaceum Desf.
- Calla gaby Blanco
- Colocasia acris (R.Br.) Schott
- Colocasia aegyptiaca Samp.
- Colocasia antiquorum Schott
- Colocasia colocasia (L.) Huth
- Colocasia esculenta var. rupicola (Haines) H.B.Naithani
- Colocasia esculenta var. stolonifera (Haines) H.B.Naithani
- Colocasia euchlora K.Koch & Linden
- Colocasia formosana Hayata
- Colocasia gracilis Engl.
- Colocasia himalensis Royle
- Colocasia konishii Hayata
- Colocasia neocaledonica Van Houtte
- Colocasia nymphaeifolia (Vent.) Kunth
- Colocasia peltata (Lam.) Samp.
- Colocasia tonoimo Nakai
- Colocasia vulgaris Raf.
- Leucocasia esculenta (L.) Nakai

### Liste des variétés
Selon Tropicos (9 décembre 2021) (attention liste brute contenant possiblement des synonymes) :
- Colocasia esculenta var. acris (R. Br.) Schott
- Colocasia esculenta var. antiquorum (Schott) C.E. Hubb. & Rehder
- Colocasia esculenta var. aquatilis Hassk.
- Colocasia esculenta var. comosus Chang
- Colocasia esculenta var. esculenta
- Colocasia esculenta var. euchlora (K. Koch & Linden) Schott
- Colocasia esculenta var. fontanesii (Schott) A.F. Hill
- Colocasia esculenta var. globulifera (Engl. & K. Krause) Young
- Colocasia esculenta var. illustris (W. Bull) Schott
- Colocasia esculenta var. nymphaeifolia (Vent.) A.F. Hill
- Colocasia esculenta var. rupicola (Haines) H.B. Naithani
- Colocasia esculenta var. stolonifera (Haines) H.B. Naithani
- Colocasia esculenta var. typica Schott

## Histoire
Colocasia esculenta est l'une des premières espèces de plantes qui ont été domestiquées. Sa domestication aurait eu lieu très tôt, avant même la domestication du riz. Elle serait intervenue il y a environ 9 000 ans indépendamment dans deux foyers, dans le nord de l'Inde, et en Nouvelle-Guinée.
En Asie, les champs de taro inondés pourraient avoir été un précurseur du système des rizières. On en a déduit que le taro a été domestiqué plus tôt que le riz à Taïwan, aux Philippines, en Assam et au Timor.

### Propagation
La plante a été propagée par la culture il y a plus de 2 000 ans d'une part vers l'est jusqu'en Nouvelle-Guinée et dans les îles du Pacifique, et d'autre part vers le nord, vers la Chine et d'autre part vers l'ouest, vers l'Égypte et l'Afrique de l'Est, d'où elle a été introduite en Afrique de l'Ouest par les Arabes. Le taro s'est également propagé à Madagascar dès le Ier siècle de notre ère.

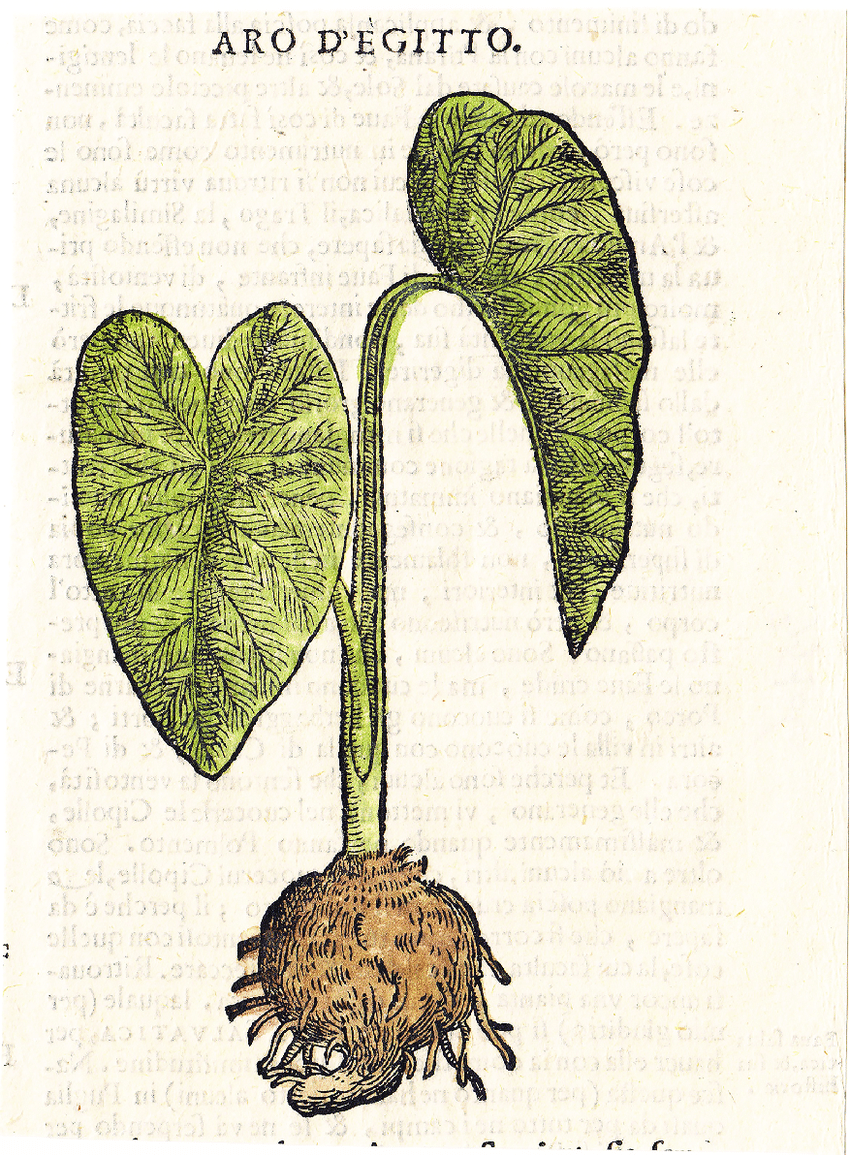
Illustration botanique par Mattioli in Commentarii in libros sex Pedacii Dioscoridis (vers 1580).

Le taro serait arrivé en Asie du Sud-Ouest et dans la région méditerranéenne au Ve siècle av. J.-C. et peut-être plus tôt. Il a été introduit en Europe depuis l'Égypte et est encore cultivé comme plante alimentaire dans l'Est du bassin méditerranéen, notamment à Chypre et dans le Sud de la Turquie. La plante était autrefois cultivée à des fins alimentaires en Italie, au Portugal et en Espagne, mais n'est plus utilisée dans ces pays que comme plante aquatique ornementale.
Dans l'océan Pacifique, le taro a été introduit à Hawaï par les Polynésiens vers 900 à 1000 après J.C. Il est devenu l'une des plantes alimentaires les plus importantes sur le plan économique et socio-culturel, en particulier dans les îles de Nouvelle-Guinée, Tonga et Samoa. Il, considéré comme une culture de prestige, figure dans une grande partie du folklore et des traditions orales des îles du Pacifique et est même représenté sur des pièces de monnaie des Samoa et des Tonga.
L'introduction de la plante dans les Amériques s'est faite par la traite négrière au XVIIe siècle à de nombreuses reprises.
Ainsi, le taro était cultivé à la Barbade dès 1647 comme aliment de base des esclaves. Par la suite, la plante est signalée en 1864 comme « naturalisée » en Jamaïque et à Saint-Kitts et largement cultivé dans la plupart des îles des Antilles. Le premier signalement de cette espèce à Porto Rico date de 1883. La plante a été introduite dans le Sud-Est des États-Unis en 1910 par le ministère de l'Agriculture comme culture de substitution à la pomme de terre. Cependant le taro n'a pas connu un grand succès aux États-Unis, concurrencé par d'autres cultures (comme la patate douce).

### Traces archéologiques
En Asie du Sud-Est et en Océanie, des traces de l'exploitation du taro ont été retrouvées dans de nombreux sites archéologiques, bien qu'il soit impossible de déterminer s'il s'agissait de types cultivés ou sauvages. Il s'agit des grottes de Niah à Bornéo, datée d'il y a environ 10 000 ans, de la grotte d'Ille à Palawan (Philippines), datée d'au moins 11 000 ans,, du marécage de Kuk en Nouvelle-Guinée, daté entre 8250 et 7960 av. J.-C.,  et de la grotte Kilu  dans les îles Salomon datée d'environ 28 000 à 20 000 ans. Dans le cas du marécage de Kuk, on a des preuves de l'émergence d'une agriculture formalisée il y a environ 10 000 ans et de l'existence de parcelles cultivées, mais on ignore quelle plante était cultivée.
En Égypte, la seule découverte archéologique du taro consiste en des fragments de tissu de corme datant d'environ 1000 av J.-C.

## Culture
La multiplication se fait par bouture ou division du tubercule, en conservant un œil par fragment. La plantation se fait au début de la saison des pluies. On l'associe avec d'autres plantes telles que l'igname et l'aubergine. Son cycle végétatif s'étend de 8 à 18 mois. La plante exige un sol humide. La récolte des tubercules s'effectue dès que les feuilles les plus âgées dépérissent 6 à 7 mois après plantation. La production est très souvent vivrière, assez rarement commercialisée.
À Madagascar, les champs de taro (ou tarodières) sont reconnaissables de loin aux trous circulaires pratiqués autour de chaque pied de taro pour favoriser le développement du tubercule.

### Variétés cultivées

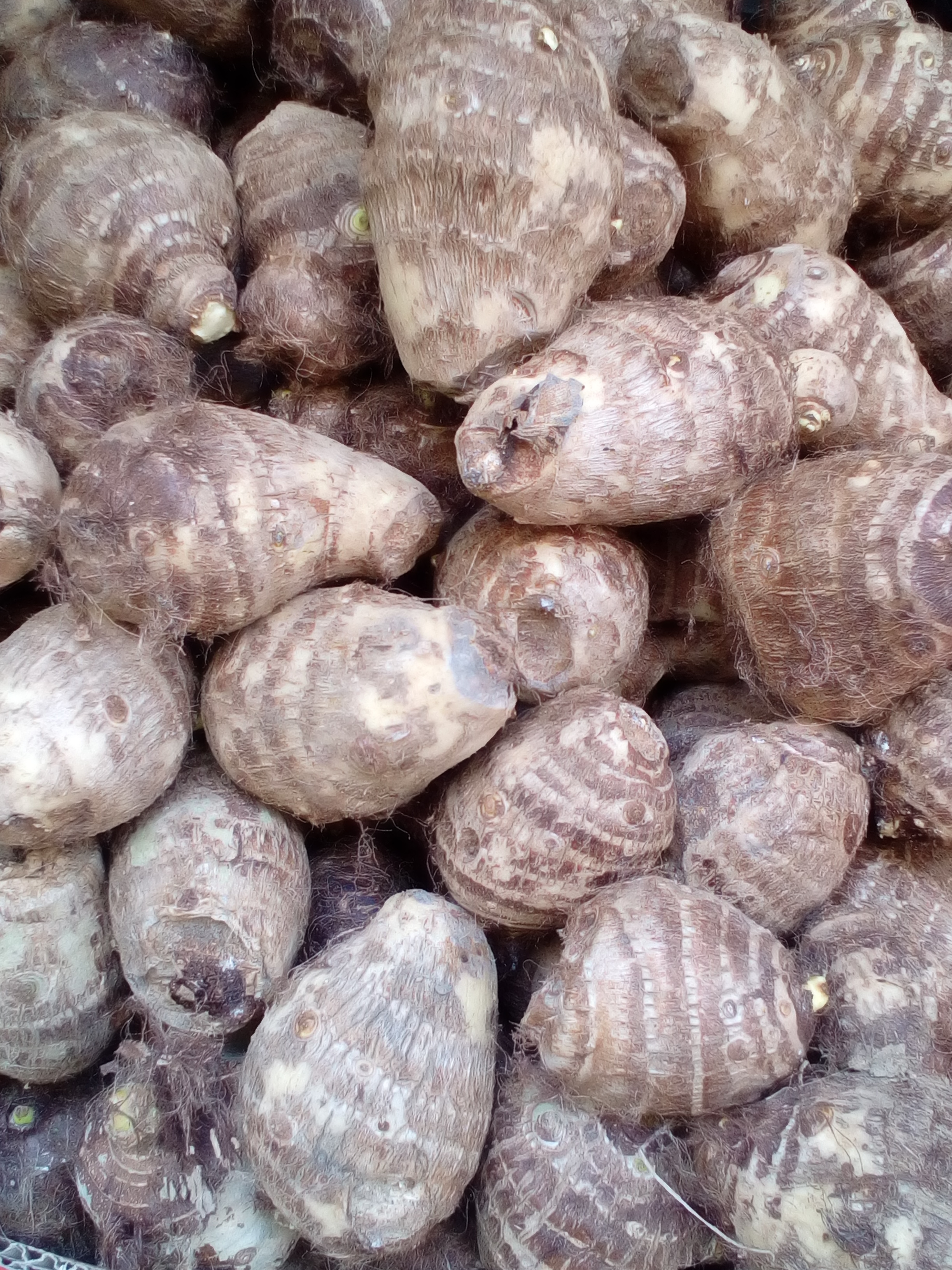
Cormes du groupe Eddoe.

Il existe de nombreux cultivars de taro, qui se distinguent par divers caractères morphologiques : taille et  forme du corme, couleur de la chair, durée de la culture, etc.
Les cultivars sont généralement classés en deux groupes :
- le groupe Dachine (ou Dasheen) a un gros corme central cylindrique, qui est la partie récoltée, et de petits cormes latéraux, généralement non consommés ; les plantes de ce groupe sont généralement diploïdes (2n=28) ;
- le groupe Eddo (ou Eddoe), parfois classé comme une espèce distincte (Colocasia antiquorum Schott) présente un corme central plus petit entouré de plusieurs cormes latéraux bien développés qui constituent la partie récoltée ; les plantes de ce groupe sont généralement triploïdes (2n=42). Les cultivars de taro cultivés en Afrique appartiennent pour la plupart à ce groupe ; le groupe Eddo est souvent plus résistant à la sécheresse[4].

### Ennemis naturels

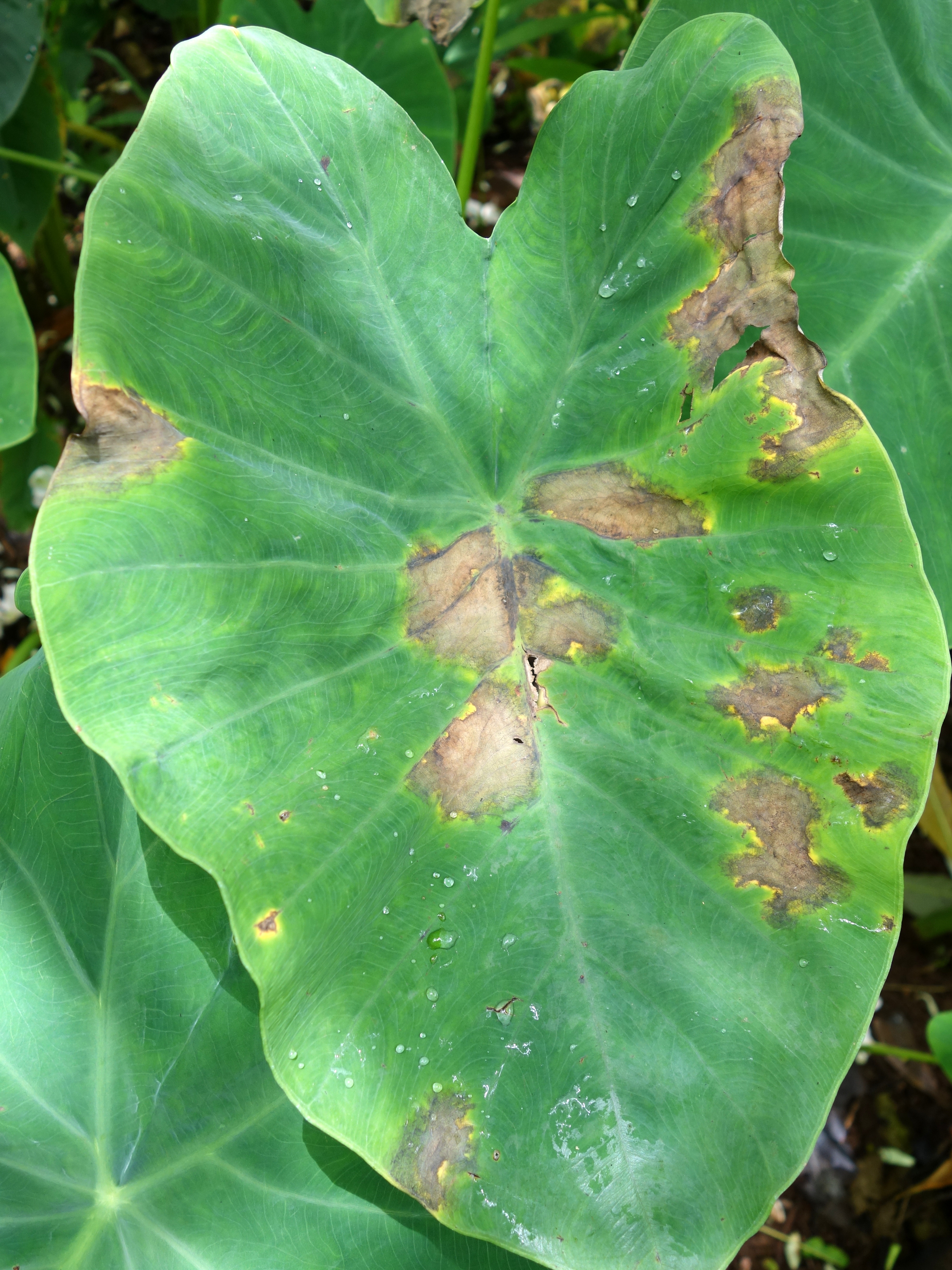
Symptômes de mildiou sur feuille de taro.

Les cultures de taro sont affectés par différents types d'organismes bioagresseurs, notamment :
- des insectes ravageurs, coléoptères et  comme les scarabées du taro (Papuana woodlarkiana, Papuana biroi, Papuana huebneri et Papuana trinodosa), et des thrips comme Heliothrips indicus ;
- des maladies fongiques, comme le mildiou du taro causé par une espèce d'Oomycètes : Phytophthora colocasiae. Le mildiou est une maladie grave qui a causé des dégâts importants dans certaines îles du Pacifique, et parfois provoqué l'abandon de cette culture au profit de la patate douce comme aux îles Salomon[4] ;

- des maladies virales causées par des phytovirus transmises par des insectes, comme le TLBV (Taro large bacilliform virus, transmis par des Delphacidae), le TSBV (Taro small bacilliform virus, transmis par des Coccidae) ou le DsMV (Dasheen mosaic virus, transmis par des pucerons).

## Production
Le graphique qui aurait dû être présenté ici ne peut pas être affiché car il utilise l'ancienne extension Graph, désactivée pour des questions de sécurité. Des indications pour créer un nouveau graphique avec la nouvelle extension Chart sont disponibles ici.

Production mondiale des différents types de racines et tubercules à féculent (année 2019).
En 2020, le taro (incluant l'ensemble des aroidés comestibles) est la cinquième production de racines et tubercules comestibles au niveau mondial, loin derrière cependant la pomme de terre, le manioc, la patate douce et l'igname. Il est produit majoritairement en Afrique de l'Ouest et en Chine, et plus marginalement en Polynésie, dans les îles de l'Océan Indien, dans les Antilles et en Nouvelle-Calédonie.
Le rendement moyen est généralement de 5 à 6 tonnes de tubercules à l'hectare, il peut atteindre 12 tonnes sur des sols fertiles. Des rendements records atteignant 37 t/ha ont été enregistrés en culture inondée à Hawaï. 

### Évolution de la production mondiale
Le graphique qui aurait dû être présenté ici ne peut pas être affiché car il utilise l'ancienne extension Graph, désactivée pour des questions de sécurité. Des indications pour créer un nouveau graphique avec la nouvelle extension Chart sont disponibles ici.

Évolution de la production mondiale de cormes de taro de 1961 à 2019.
La production mondiale de cormes de taro a pratiquement doublé entre les années 1960-1980 plafonnant à un palier compris entre 4 et 6 millions de tonnes par an jusqu'au début des années 1990, pour atteindre un nouveau palier de 10 à 10,5 Mt à partir des années 2000, atteignant même un niveau record de 12 Mt de 2006 à 2008.
Le taro occupe toutefois une place marginale dans l'ensemble des racines et tubercules à féculents, avec 1,2 % du total mondial estimé à 860 millions de tonnes en 2019.
La production de feuilles de taro pour la consommation humaine ne fait pas l'objet de statistiques publiées.

### Principaux pays producteurs
Le graphique qui aurait dû être présenté ici ne peut pas être affiché car il utilise l'ancienne extension Graph, désactivée pour des questions de sécurité. Des indications pour créer un nouveau graphique avec la nouvelle extension Chart sont disponibles ici.

Répartition de la production de taro par continents (année 2019). L'Afrique représente 72 % du total.
La récolte mondiale de cormes de taro avoisine 10,5 millions de tonnes (FAO 2019), les quatre premiers producteurs, le Nigeria, le Ghana, la Chine et le Cameroun, représentent près de 78 % de la production mondiale. Le rendement moyen s'établit à 5,4 tonnes par hectare, avec de très forts écarts (de 2,1 pour la Côte d'Ivoire et 2,9 t/ha pour le Nigéria à près de 20  pour la Chine et 34,8 pour le Guyana).

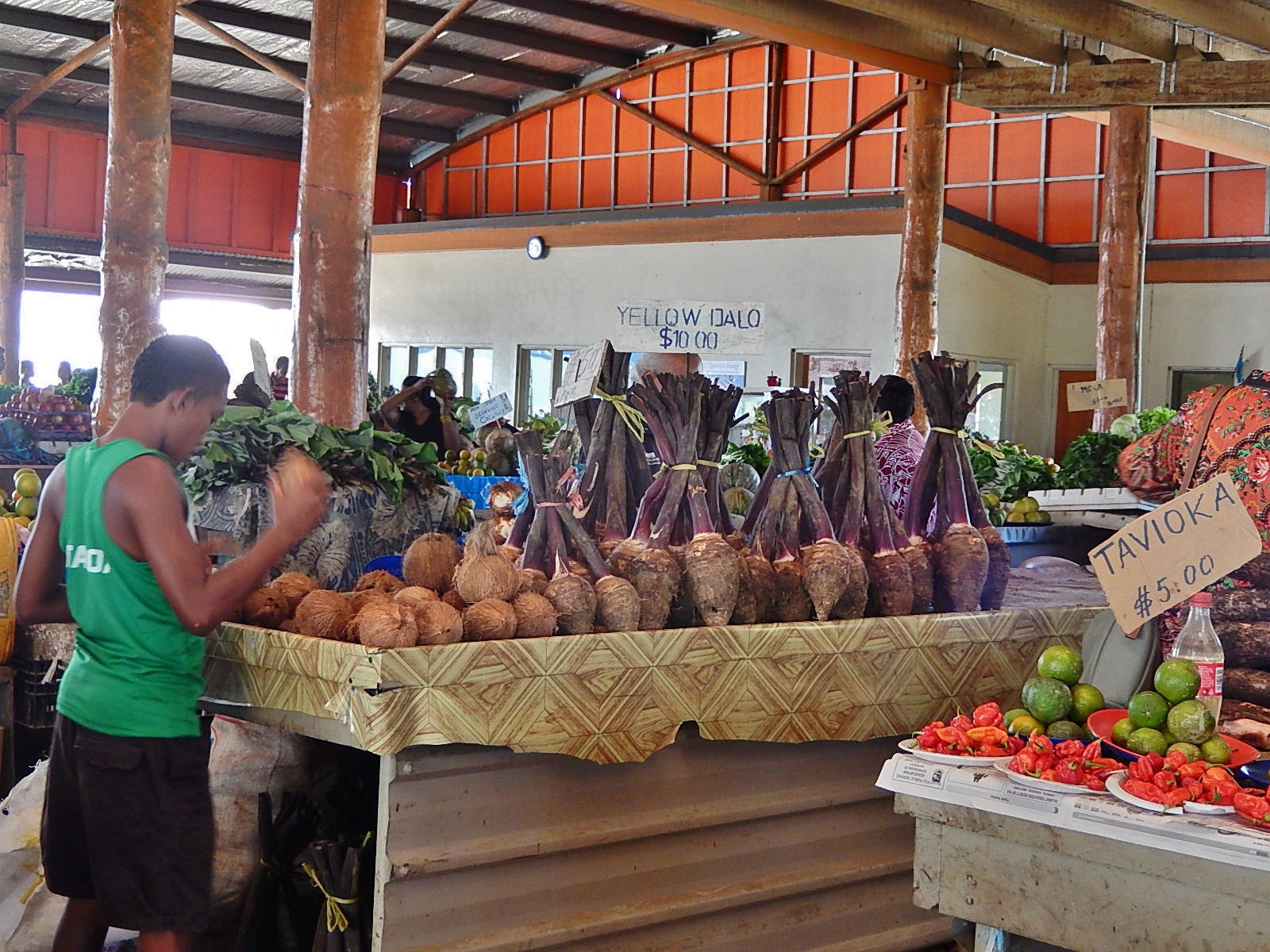
Taros en vente dans un marché local des îles Fidji.

| Principaux pays producteurs, année 2019 Données FAOSTAT | Principaux pays producteurs, année 2019 Données FAOSTAT | Principaux pays producteurs, année 2019 Données FAOSTAT | Principaux pays producteurs, année 2019 Données FAOSTAT | Principaux pays producteurs, année 2019 Données FAOSTAT | Principaux pays producteurs, année 2019 Données FAOSTAT |
| Pays                                                    | Production (t)                                          | %                                                       | Surface cultivée (ha)                                   | Rendement (t/ha)                                        |                                                         |
| ------------------------------------------------------- | ------------------------------------------------------- | ------------------------------------------------------- | ------------------------------------------------------- | ------------------------------------------------------- | ------------------------------------------------------- |
| Nigeria                                                 | 2 860 909                                               | 27,1                                                    | 994 644                                                 | 2,9                                                     |                                                         |
| Cameroun                                                | 1 909 738                                               | 18,1                                                    | 230 760                                                 | 8,3                                                     |                                                         |
| Chine                                                   | 1 908 830                                               | 18,1                                                    | 95 950                                                  | 19,9                                                    |                                                         |
| Ghana                                                   | 1 518 436                                               | 14,4                                                    | 232 028                                                 | 6,5                                                     |                                                         |
| Papouasie-Nouvelle-Guinée                               | 271 981                                                 | 2,6                                                     | 34 924                                                  | 7,8                                                     |                                                         |
| Madagascar                                              | 226 438                                                 | 2,1                                                     | 37 640                                                  | 6,0                                                     |                                                         |
| Burundi                                                 | 217 510                                                 | 2,1                                                     | 28 832                                                  | 7,5                                                     |                                                         |
| Rwanda                                                  | 171 803                                                 | 1,6                                                     | 28 163                                                  | 6,1                                                     |                                                         |
| Laos                                                    | 154 644                                                 | 1,5                                                     | 12 709                                                  | 12,2                                                    |                                                         |
| République centrafricaine                               | 140 957                                                 | 1,3                                                     | 42 366                                                  | 3,3                                                     |                                                         |
| Japon                                                   | 138 730                                                 | 1,3                                                     | 11 045                                                  | 12,6                                                    |                                                         |
| Égypte                                                  | 122 274                                                 | 1,2                                                     | 5 094                                                   | 24,0                                                    |                                                         |
| Reste du monde                                          | 899 664                                                 | 8,5                                                     | 203 203                                                 | 4,4                                                     |                                                         |
| Total monde                                             | 10 541 914                                              | 100,0                                                   | 1 957 358                                               | 5,4                                                     |                                                         |

## Utilisation

### Alimentation humaine

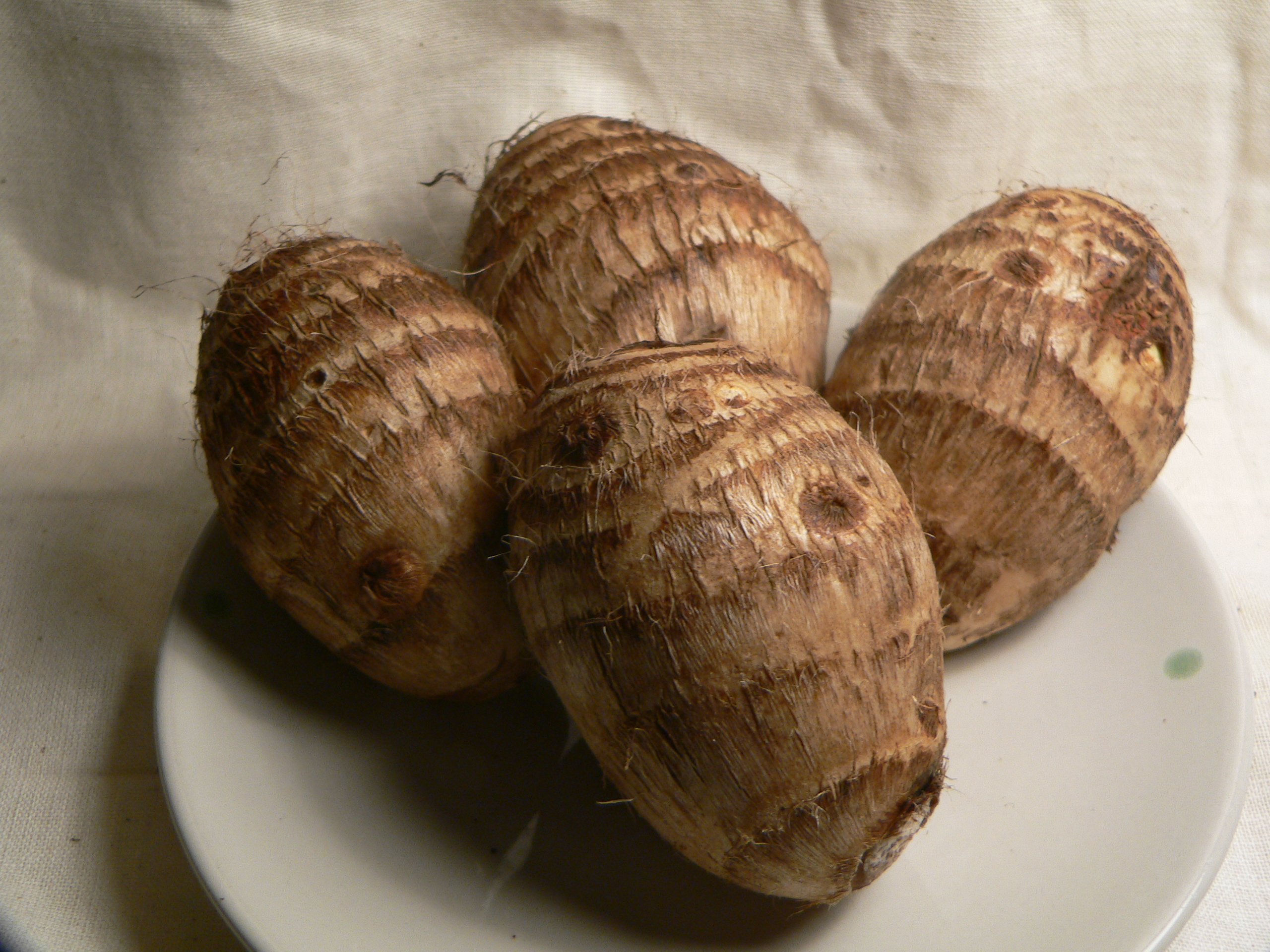
Le corme, partie comestible du taro.

Le corme du taro est la base traditionnelle de l’alimentation de nombreuses ethnies océaniennes, notamment à Hawaï, autrefois, où plus de 300 variétés de goût (et teneurs en oxalates) ont été répertoriées. Elle est aussi très appréciée en Asie du Sud-Est. 
Le Taro est essentiellement cultivé pour son corme (ou tubercule), qui une fois déterré se conserve assez mal. Il peut être consommé cuit à la vapeur ou à la braise, sauté, bouilli, parfois en purée ou grillé dans l'huile de palme en Afrique de l’Ouest ou d’arachide au Gabon. D'une manière générale, il est cuisiné comme les pommes de terre.
L'ethnobotaniste François Couplan (2009) rappelle que la plante est toxique, crue, en raison de la présence de cristaux d’oxalates (comme dans tout le reste de la plante), mais qu’elle peut être rendue comestible par une simple cuisson. Les Hawaïens la cuisaient dans un trou dans le sol puis l’écrasaient avec de l’eau pour produire une pâte dite « poï » qui peut se conserver mais en s’acidifiant, prenant un goût alors apprécié par certains.
Les jeunes feuilles, les pétioles et pédoncules et le spadice, étaient aussi consommées, une fois cuites, c’est-à-dire en « brèdes », très appréciées dans l’île Maurice et à la Réunion où la tige principale, après récolte du tubercule, est dite « bois de songe » à la Réunion. Ses turions ou griffes (jeunes pousses) se mangent comme des épinards et sont dites « brède songe » à la Réunion et à Maurice.

#### Valeur nutritionnelle

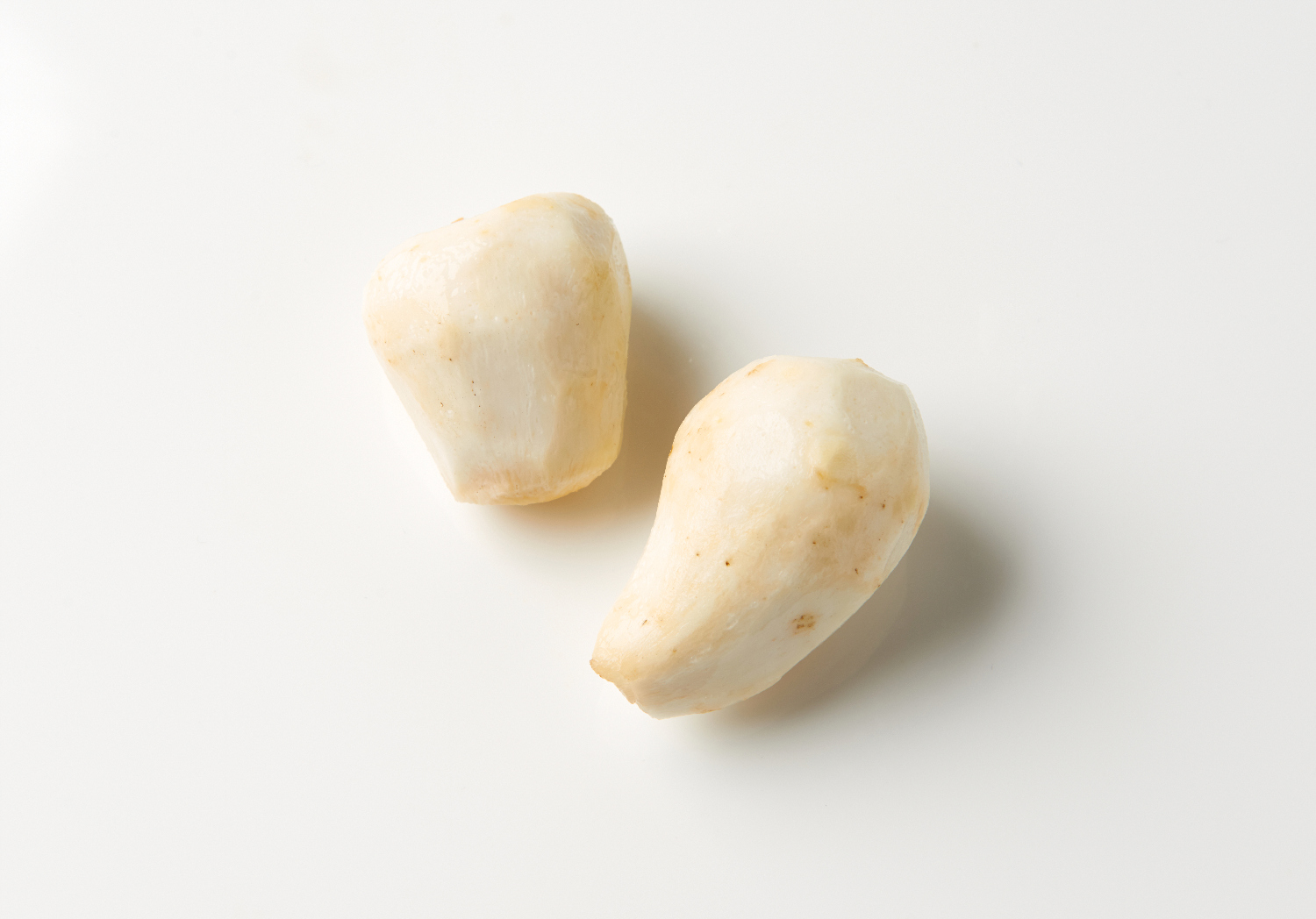
Cormes de taro pelés.

Les cormes de taro sont principalement une source d'énergie sous forme d'amidon facile à digérer. Ils sont riches en glucides et pauvres en lipides et en protéines. À l'état frais, ils sont composés d'environ 69 % d'humidité, 25 % d'amidon, 1,5 % de fibres alimentaires, 1,1 % de protéines et 1 % de sucres. Pour les trois derniers composants, ces proportions  varient considérablement selon les cultivars, mais sont généralement faibles.
L'amidon, qui représente 70 à 80 % de la matière sèche, est constitué de granules de très petite dimension  (1 à 4 μm de diamètre), ce qui le rend hautement digestible et en tant que tel il est utilisé pour la préparation d'aliments pour nourrissons à Hawaï et dans d'autres îles du Pacifique.
Les cormes sont aussi une bonne source de vitamines, d'acides aminés et de minéraux. Parmi les acides aminés essentiels (qui ne peuvent être synthétisés dans le corps humain), la phénylalanine et la leucine sont relativement abondants. Par contre la lysine et la thréonine sont en moyenne les premiers acides aminés limitants. Parmi les minéraux, le potassium est abondant, tandis que la teneur en fer est faible.
Les cormes de taro contiennent en quantité appréciable de la vitamine C et un complexe de vitamines B (niacine, riboflavine et thiamine),  qui sont des éléments importants dans  l'alimentation humaine. Cependant le taro, comme les autres racines et tubercules, est pauvre en la plupart des autres vitamines.
La teneur en sucres des cormes est relativement faible, mais suffisante pour affecter la saveur. Elle varie en fonction de la maturité et des conditions de stockage. En effet les sucres sont convertis en amidon à mesure que les cormes mûrissent, et l'amidon est reconverti en sucres lors de la germination. Le principal sucre présent est le saccharose (ou sucrose), mais le fructose, le maltose, le glucose et le raffinose sont également présents,.
Les cormes de taro se détériorent rapidement en raison de leur forte teneur en eau. Leur durée de conservation est estimée jusqu'à un mois sous réserve qu'ils ne soient pas endommagés et qu'ils soient stockés dans un endroit ombragé. Les aliments à base de taro sont utiles aux personnes allergiques aux céréales et peuvent être consommés par les nourrissons ou les enfants sensibles au lait.
Les tubercules de taro, ainsi que les feuilles, sont amers, acres, irritants et toxiques s'ils sont consommés crus, car ils contiennent des cristaux d'oxalate de calcium ; cette susbstance peut être détruite par la chaleur. Ils s'apprêtent comme la pomme de terre et peuvent aussi être la base de desserts.

#### Facteurs antinutritionnels
Les cormes de taro contiennent plusieurs types de facteurs antinutritionnels. Il s'agit principalement de mucilages,  d'oxalates, de phytates, de tanins, de cyanures, de lectines, et d'inhibiteur de l'amylase (en) et de la protéase (trypsine et chymotrypsine). Ces substances sont généralement détruites  ou inactivées par la chaleur.

#### Toxicité
Toutes les parties du songe (ou taro) contiennent des cristaux d'oxalate de calcium et un alcaloïde, la conine, produisant une sensation de brûlure de la bouche et de la gorge. Une préparation adéquate est nécessaire pour éliminer ces toxines.

### Alimentation animale
Dans les pays tropicaux, les cormes et les épluchures de taro, ainsi que d'autres sous-produits, sont parfois utilisés pour l'alimentation d'animaux d'élevage, principalement les bovins et les porcs, mais aussi la volaille, les poissons et les escargots. Au Viêt Nam, certaines variétés de taro ne sont utilisées que pour les porcs. À Hawaï, les fanes de taro sont utilisées pour faire de l'ensilage. Le taro et ses sous-produits présentent le potentiel pour être utilisés plus largement dans la nutrition des ruminants.
Par exemple, la farine de taro crue séchée au soleil contient 87,9 à 90,6 % de matière sèche, environ 4,9 à 7,1 % de protéines brutes, 2,7 à 3,9 % de fibres brutes, 2956 à 2966 (kcal/kg) d'énergie métabolisable.
Une étude espagnole de 2018 a montré qu'on pouvait inclure dans l'alimentation des porcs à l'engrais du taro (sous forme de farine) à la place d'aliment concentré du commerce sans affecter les indicateurs de production.
Toutefois, l'utilisation du taro en nutrition animale est limitée par la présence de facteurs antinutritionnels tels que tanins, saponines, oxalates, phytates et cyanure d'hydrogène. Des techniques de transformation telles que la cuisson, l'ébullition ou le trempage, l'ensilage et le séchage réduisent les effets de ces facteurs antinutritionnels sur les animaux.
Outre le traitement thermique, une supplémentation en protéines est recommandée pour une utilisation optimale de Colocasia esculenta en nutrition animale.

### Plante médicinale
Les cormes de taro contiennent diverses molécules bioactives efficaces contre le cancer et les facteurs de risque liés au cancer, tels que des agents cancérigènes, certaines conditions physiopathologiques, comme le stress oxydant et l'inflammation, tout en contrôlant les dysfonctionnements métaboliques et en stimulant la réponse immunologique. Ces effets sont dus à des composés du taro qui présentent des activités antitumorales, antimutagènes, immunomodulatrices, anti-inflammatoires, antioxydantes, antihyperglycémiants et antihyperlipidémiques.
En Asie et en Afrique, cette espèce est utilisée en médecine traditionnelle pour traiter diverses affections telles l'hypertension artérielle, les problèmes de foie, les ulcères, les morsures de serpent et les rhumatismes.

### Plante ornementale

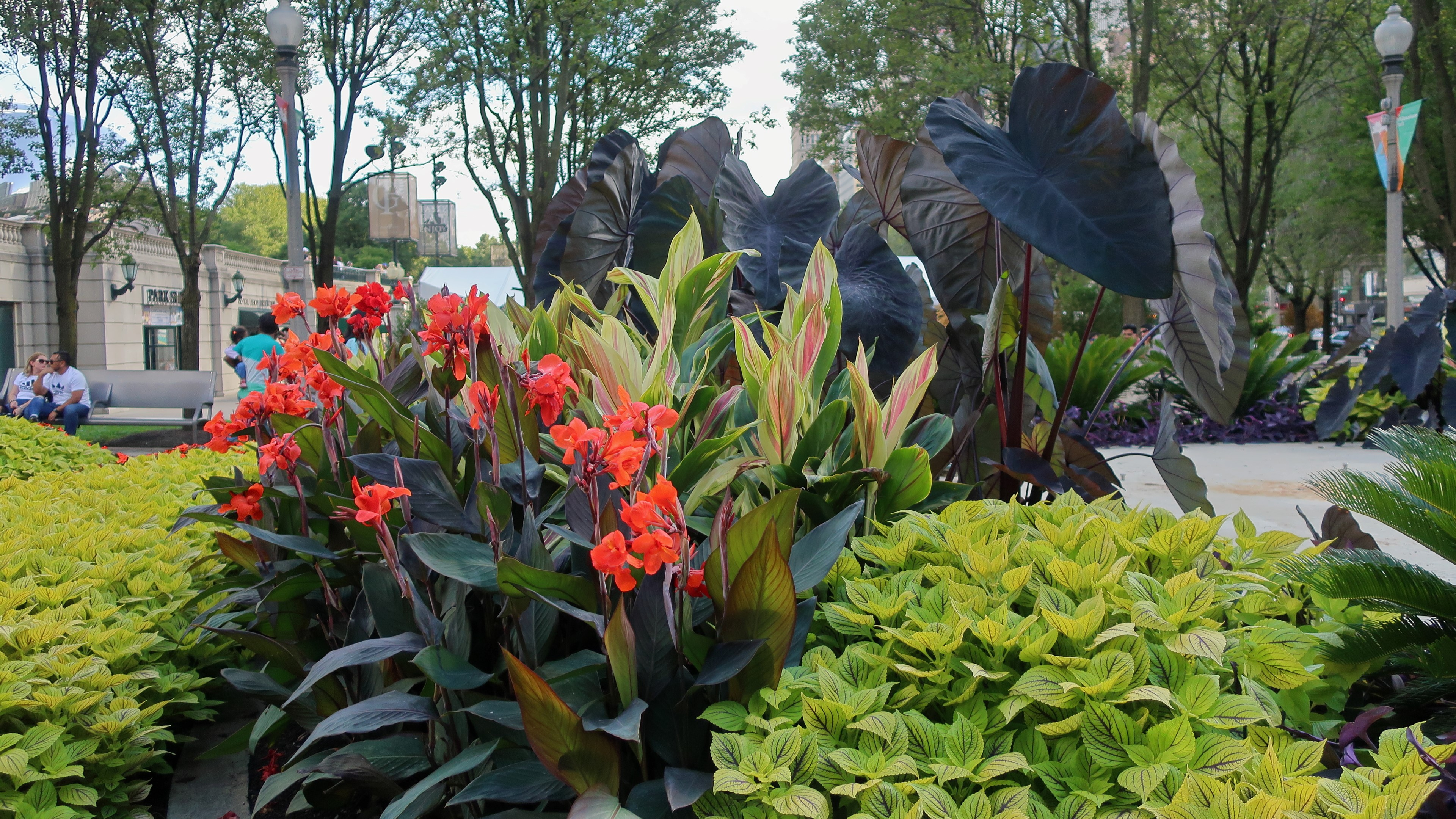
Cultivar 'Black Magic' (en arrière plan) dans un massif fleuri du Millennium Park à Chicago.

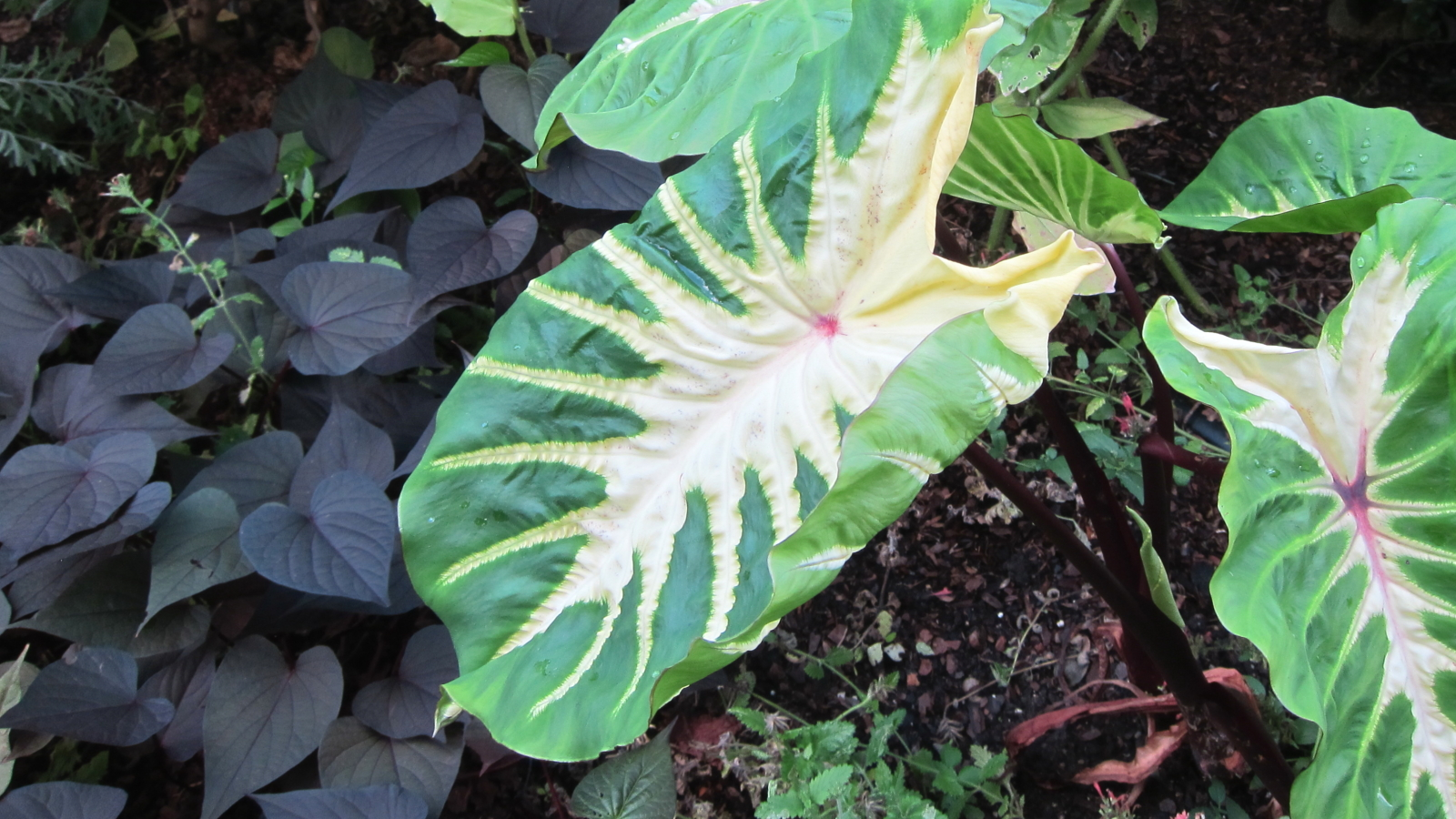
Cultivar 'White Lava' dans le Conservatory Garden à New York.

Colocasia esculenta est parfois cultivée comme plante ornementale, principalement pour son feuillage spectaculaire. Cette plante est appréciée pour ajouter une touche exotique aux bordures mixtes de vivaces ou aux compositions cultivées dans des bacs.
La plante a reçu une récompense (Award of garden merit) de la société royale d'Horticulture.
Il existe de nombreux cultivars, par exemple :
- 'Black magic', aux feuilles noires dont l'apex est légèrement recourbé vers le haut et le pétiole violacé foncé[39].

- 'Diamond Head', aux feuilles généralement violettes, légèrement plissées, et à l'aspect brillant[39].

- 'Hawaiian Punch', aux feuilles vert citron très brillantes avec des nervures rouges à la face inférieure.

- 'Blue Hawaii', aux feuilles vert foncé, à la face inférieure marron ; les nervures sont généralement violet foncé.

- 'White Lava', aux feuilles vert frais, portées par des pétioles violet foncé brillants, ornées en leur centre d'une bande blanc crème rayonnant dans les nervures latérales ;  chaque feuille est en outre soulignée par une grande tache violette au point d'attache du pétiole[38].

- 'Kona Coffee', aux feuilles chocolat foncé[38].

## Symbolique

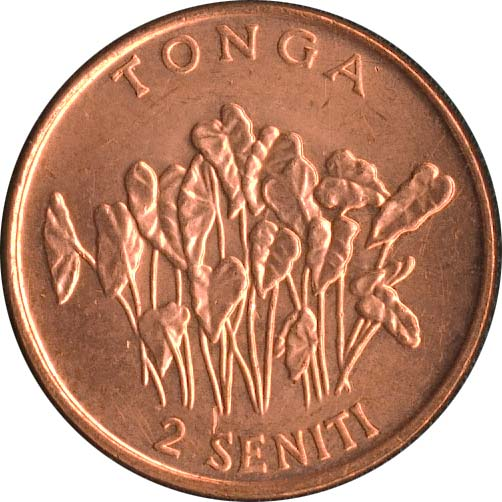
Pièce de 2 seniti (Tonga).

La taro  a une grande importance socioculturelle dans certaines cultures d'Asie du Sud-Est et d'Océanie, qui lui accordent une place de choix dans le folklore et les traditions orales. Cette plante cultivée est considérée comme une culture de prestige, indispensable pour la royauté, les cadeaux, les festins traditionnels et l'accomplissement de certaines obligations sociales. En outre, diverses parties de la plante sont utilisées dans la pratique médicale traditionnelle.

À Samoa et Tonga, le taro figure sur certaines pièces de monnaie (pièces de 10 sene aux Samoa et de 2 seniti à Tonga).

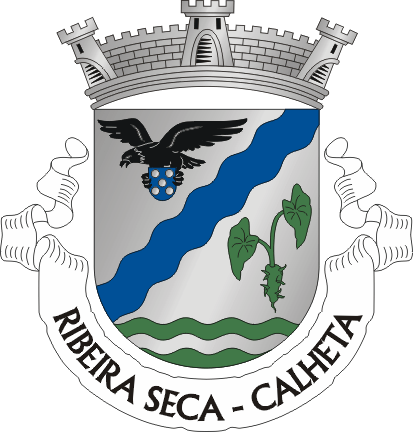
Armoiries de Ribeira Seca (Açores).

Selon la mythologie hawaïenne,  la genèse de l'humanité a commencé par l'union entre Wākea, le dieu du ciel, et  Pāpā, la déesse de la terre. Le résultat de cette première union fut un fœtus mort-né (keiki 'alu alu). Ce fœtus a été enterré près de l'extrémité sud de la maison où a surgi le kalo ou taro appelé par les dieux Haloa-naka (longue tige tremblante). Une deuxième union entre Wakea et Papa a produit l'homme. Selon la tradition orale hawaïenne, le kalo, ou taro, est donc le frère aîné de l'homme.

Selon les légendes de Tahiti, Le taro fut engendré par les pieds de l’homme et ses poumons devinrent les feuilles.
Dans la culture kanak, le taro est associé au monde féminin. Il est offert avec l'igname, plante symbolique de l'homme, lors des cérémonies coutumières.
Le taro est représenté sur les armoiries de plusieurs municipalités dans le monde, notamment  Calheta et Ribeira seca (Açores), ainsi que M'Tsangamouji (Mayotte).

## Galerie

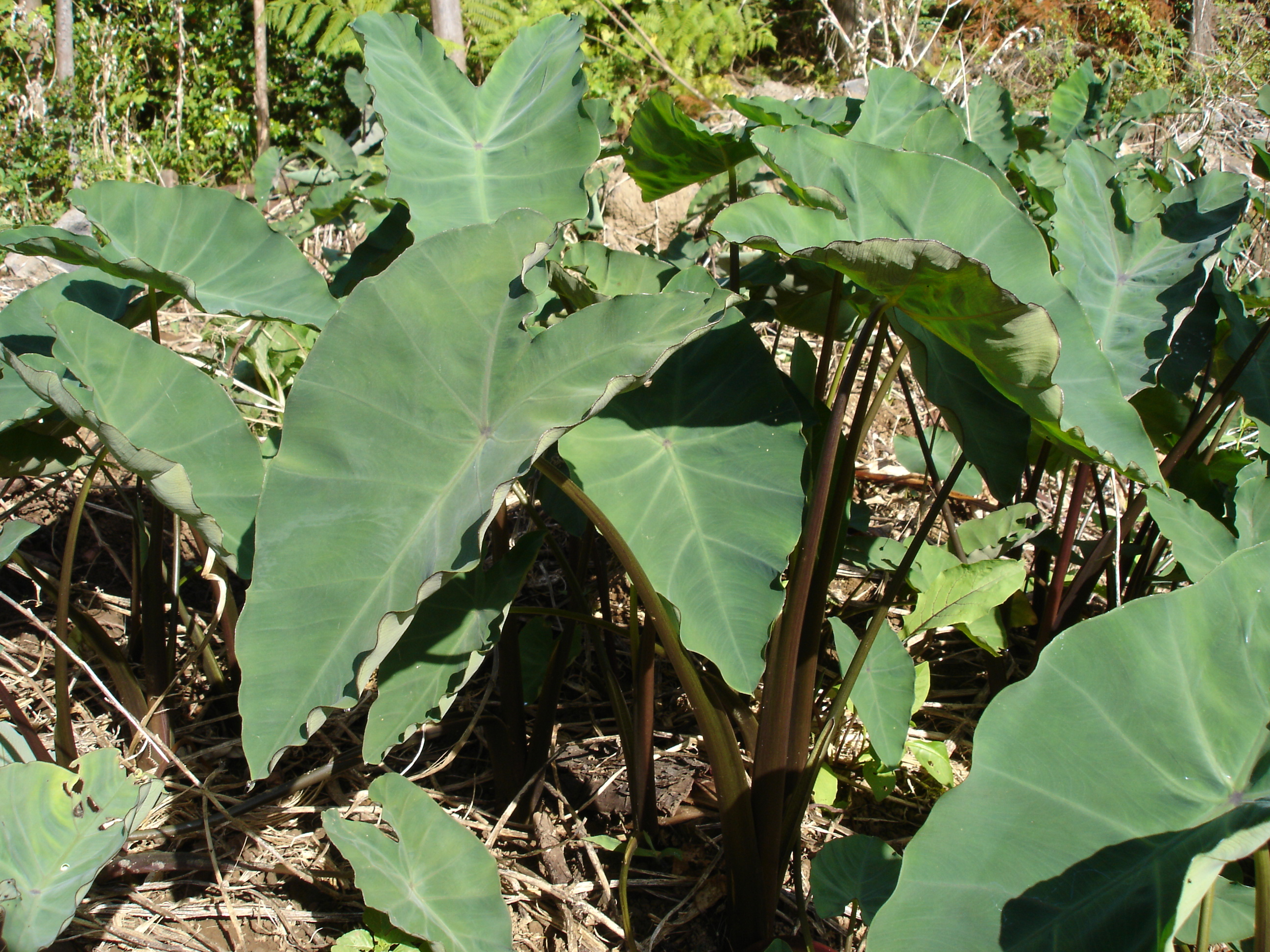
Plantes à La Réunion.
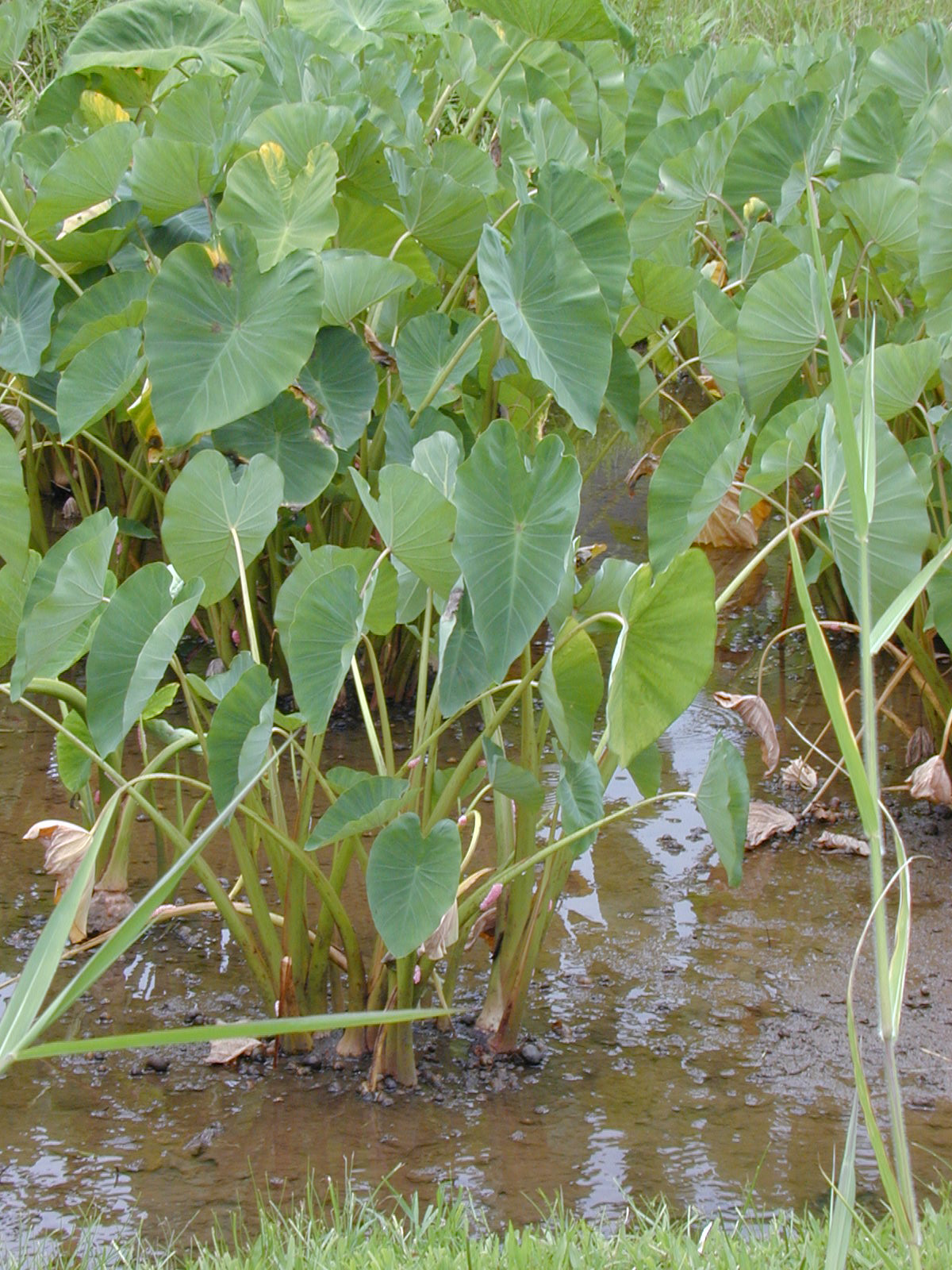
Culture du taro à Keanae, Maui, Hawaï.
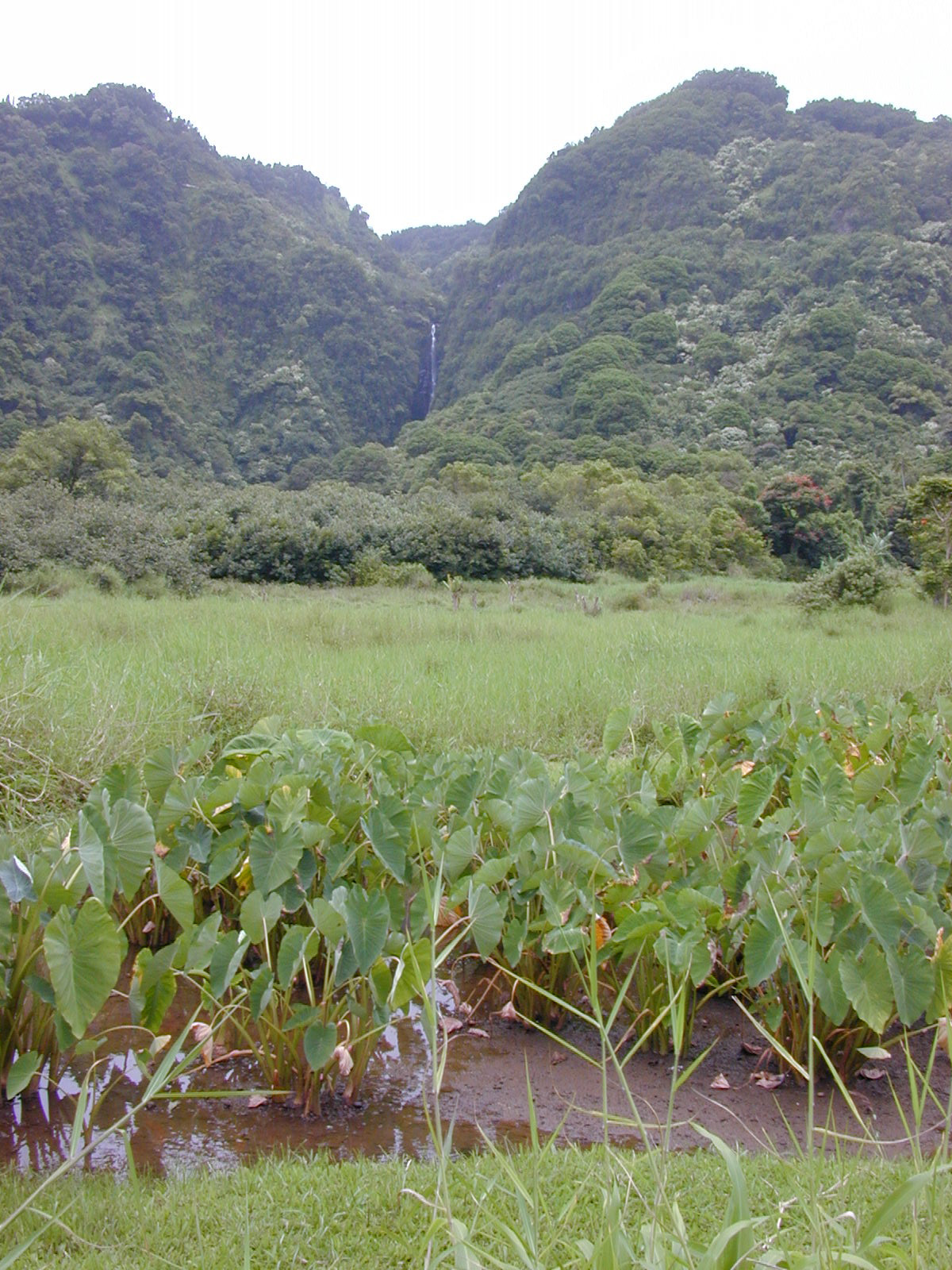
Culture du taro à Keanae, Maui, Hawaï.
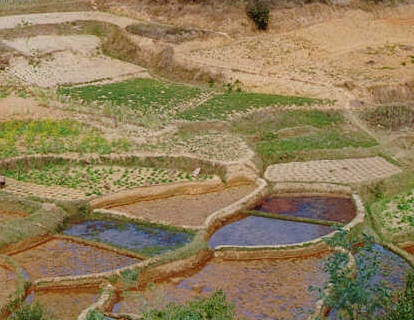
Culture du taro à Madagascar.
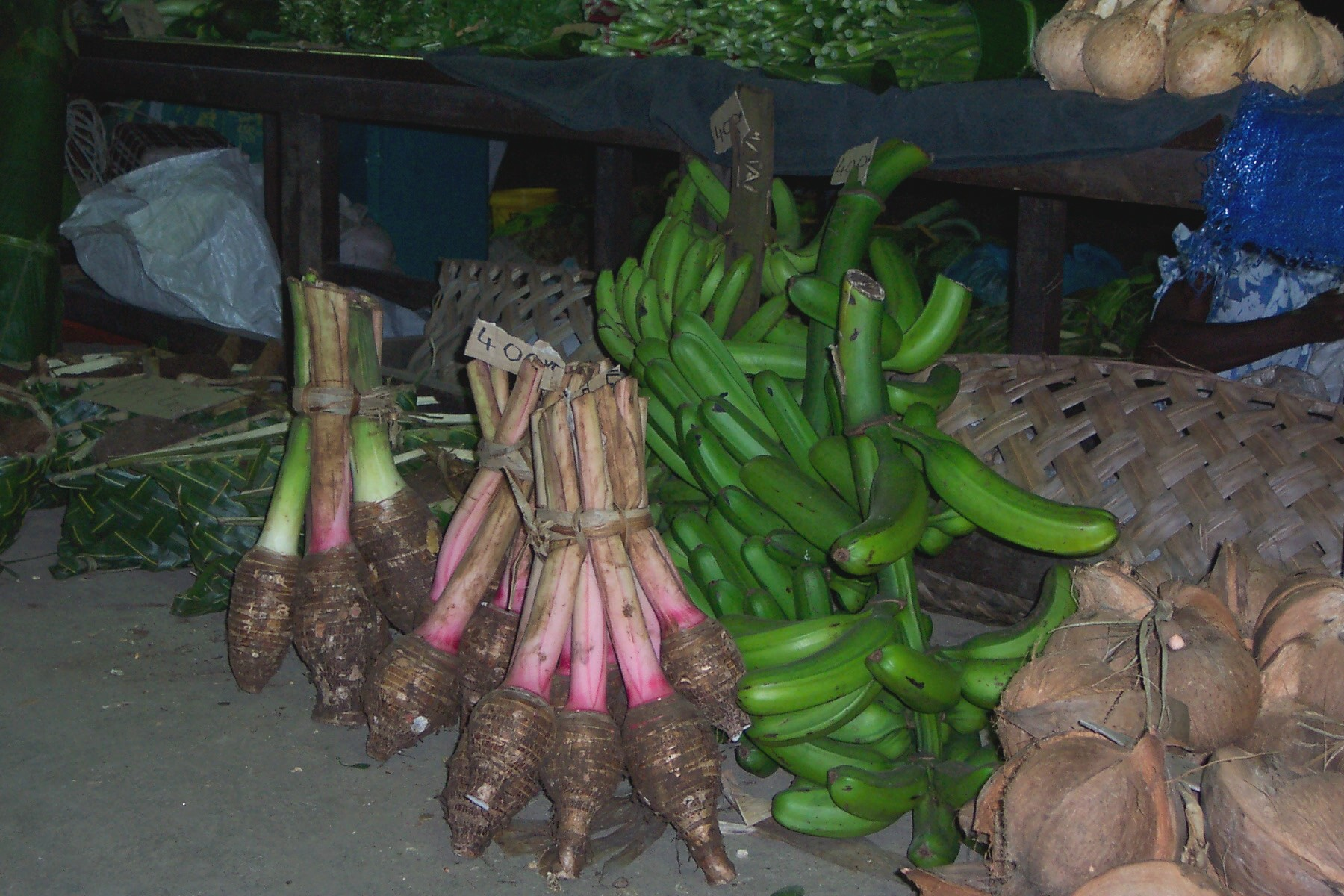
Taro sur le marché de Port-Vila au Vanuatu.
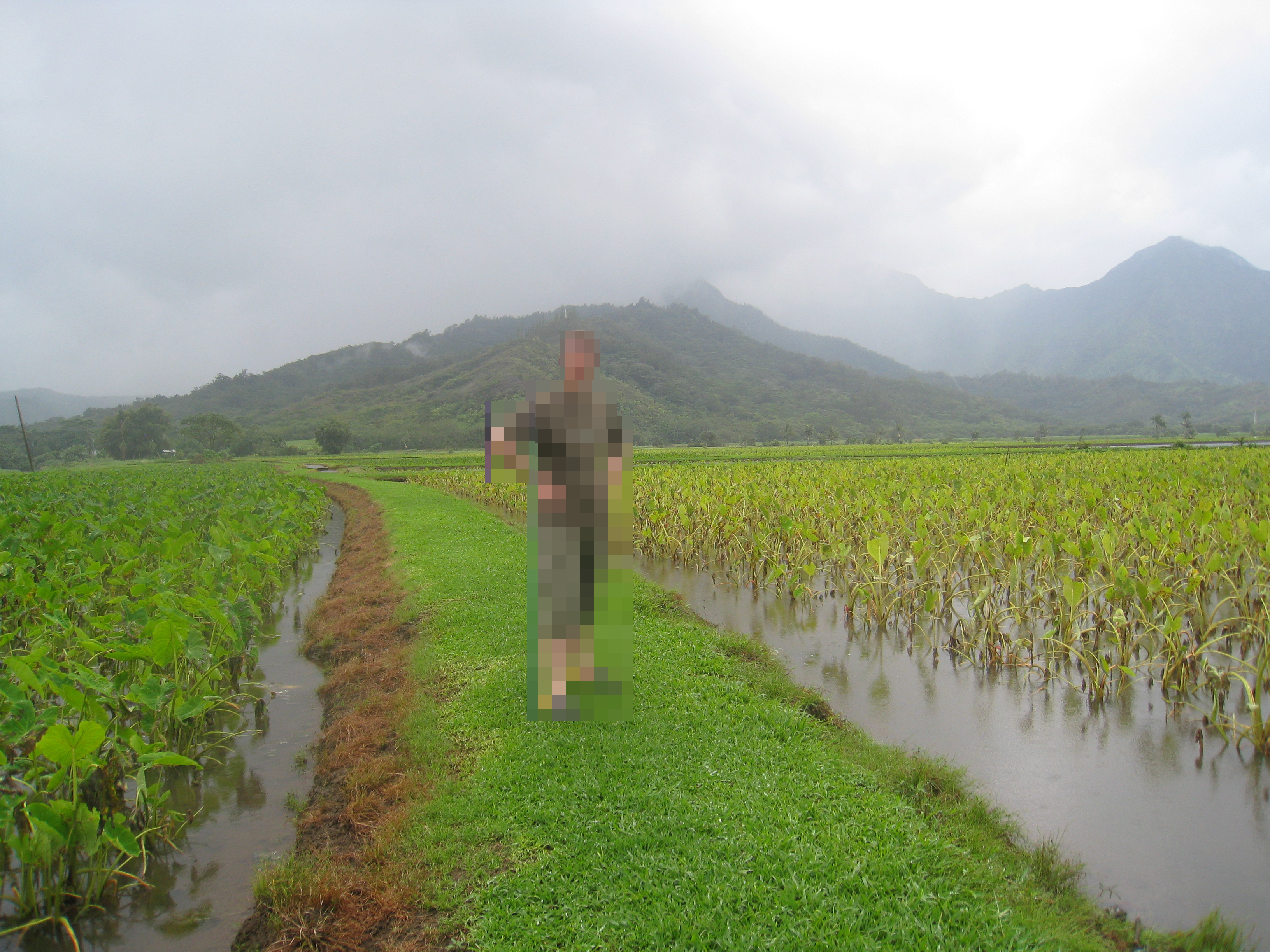
Champs de taro dans la vallée autour de Hanalei (village), île de Kauai (Hawaï), décembre 2008.
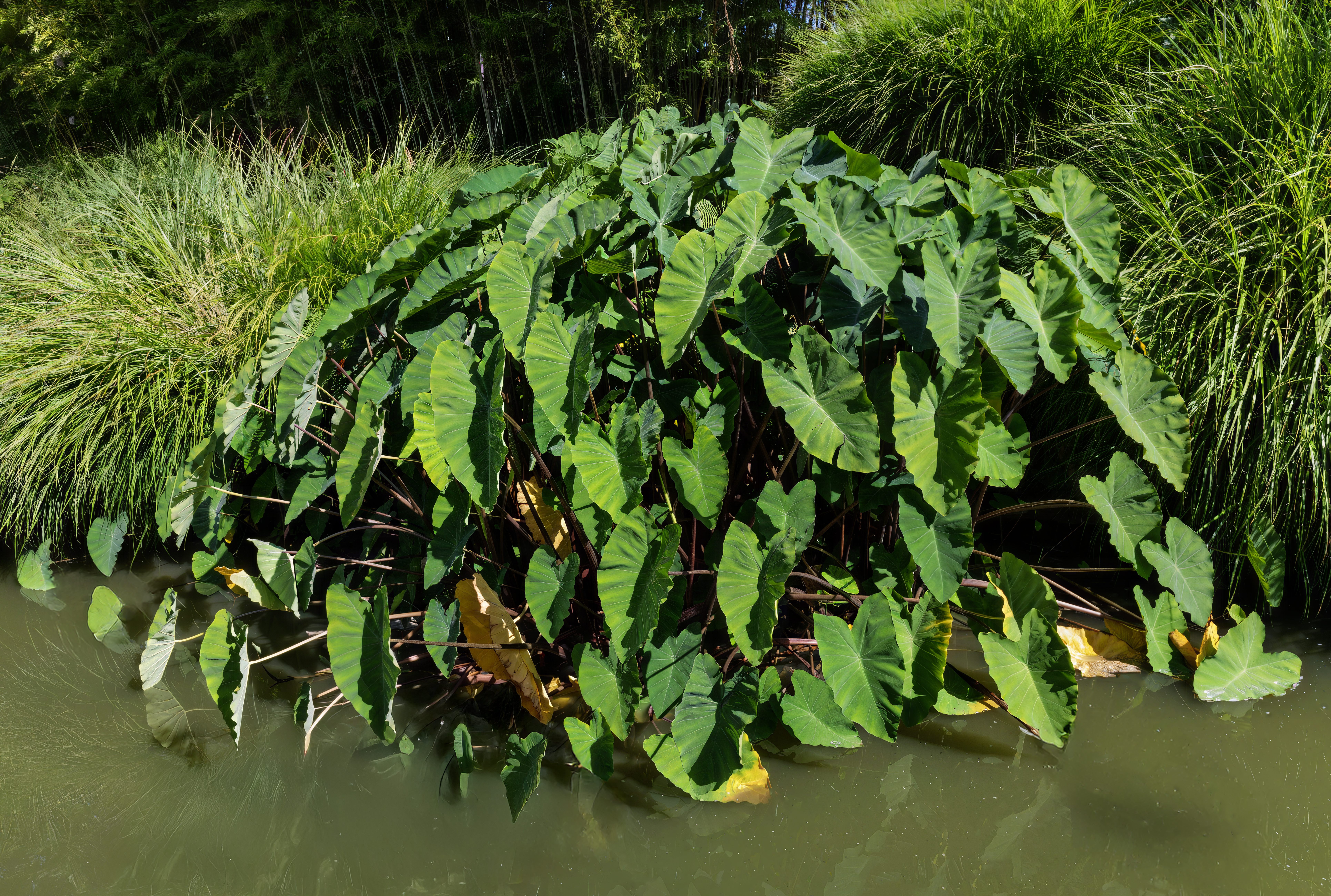
Les Martels, Giroussens Tarn